# Oleg Walerjewitsch Sokolow

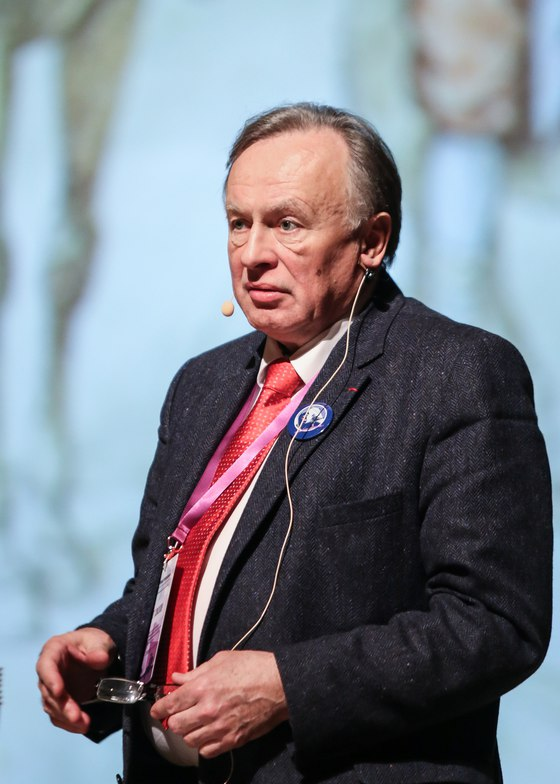
Oleg Sokolow (2018)

O. W. Sokolow und historische Inszenierung auf dem VI. Wissenschafts- und Bildungsforum „Scientists against Myths“ in St. Petersburg am 11. Februar 2018

Oleg Walerjewitsch Sokolow (russisch Олег Валерьевич Соколов; * 9. Juli 1956 in Leningrad) ist ein russischer Historiker, der vor allem die napoleonische Zeit erforscht. Er war Dozent an der Abteilung für moderne Geschichte der Staatlichen Universität Sankt Petersburg. Im November 2019 gestand er, seine 24-jährige Lebensgefährtin umgebracht und zerstückelt zu haben.

## Leben

### Karriere
Sokolow legte 1979 einen Abschluss am Leningrader Polytechnischen Institut in Physik und Ingenieurwissenschaften ab. 1984 folgte sein Abschluss an der Historischen Fakultät der Universität Leningrad. Dort legte er 1991 unter Wladimir Rewunenkow seine Dissertation zum Kandidaten der Geschichte vor mit dem Thema Das Offizierskorps der französischen Armee im Ancien Régime und während der Revolution 1789–1799. Seit 2000 lehrt er als Dozent an der Universität Sankt Petersburg.
Seine Leistungen liegen in einer Anzahl von historischen Arbeiten zur europäischen Militärgeschichte vom 17. bis zum frühen 19. Jahrhundert. Seine Hauptstudie über die napoleonische Armee (russisch Армия Наполеона) wurde 2003 ins Französische übersetzt. 2006 folgte die zweibändige Monografie Austerlitz. Napoléon, l’Europe et la Russie (russisch Аустерлиц. Наполеон, Россия и Европа. 1799–1805 гг.), eine Studie zu den Voraussetzungen und zum Verlauf von Napoleons Erstem Koalitionskrieg. Dafür übersetzte er die Berichte des französischen Offiziers Octave Le Vavasseur (Souvenirs Militaires), der an allen Militärzügen Napoleons außer dem Russlandfeldzug 1812 teilnahm, ins Russische und kommentierte diese sehr ausführlich.
Sokolow gilt auch als einer der Begründer der Reenactment-Bewegung in Russland und zeigte sich gern in historischen Kostümen. Besonders häufig verkleidete er sich dabei als Napoleon I.
Sokolows wissenschaftliche und soziale Verdienste wurden vom französischen Staat mit der Aufnahme in die Ehrenlegion (Ritter) geehrt. Ebenfalls in Frankreich war er bis zum Ausschluss am 9. November 2019 Mitglied der privaten Einrichtung Institut des sciences sociales, économiques et politiques, die 2018 in Lyon die französische Politikerin des Rassemblement National und Enkelin von Jean-Marie Le Pen, Marion Maréchal, gegründet hatte, um eine rechtsstehende politische Elite auszubilden. In Russland gehörte er der reaktionär-nationalistischen Russischen Militärhistorischen Gesellschaft an.
Sokolow war verheiratet und ist Vater zweier Töchter.

### Mordfall
Zum Zeitpunkt des Mordes an seiner Lebensgefährtin lebte er bereits seit einiger Zeit von seiner Ehefrau getrennt.
Am Morgen des 9. November 2019 wurde Sokolow in St. Petersburg stark betrunken und unterkühlt aus der Moika gerettet; bei ihm wurde ein Rucksack mit Leichenteilen seiner Lebensgefährtin Anastassija Jeschtschenko, einer Promotionsstudentin und Koautorin seiner Schriften, gefunden. Kurz darauf gestand er, Jeschtschenko in einem Streit getötet zu haben. Während der folgenden Ermittlungen stellte sich heraus, dass Überwachungskameras Sokolow gefilmt hatten, als er Plastiksäcke nahe seiner Wohnung in den Fluss warf. Sokolow hatte Jeschtschenko, mit der er seit drei Jahren zusammenlebte, mit einer abgesägten kleinkalibrigen Jagdwaffe vom Typ TOS-17 erschossen; die Waffe sowie Munition und weitere Leichenteile des Opfers wurden nach seiner Festnahme in seiner Wohnung gefunden. In dem Rucksack, mit dem er aufgegriffen worden war, befand sich auch eine Elektroimpulswaffe. Sokolow gestand kurz nach seiner Verhaftung die Tat.
Am 9. Juni 2020 begann in St. Petersburg der Prozess gegen Sokolow; die Anklage warf ihm Mord und illegalen Waffenbesitz vor. Das Verfahren fand wegen der COVID-19-Pandemie in Russland ohne Publikum statt; er war als Livestream im Internet zu sehen. Sokolow erklärte vor Gericht, Jeschtschenko bei einem Streit, in dem sie ihn mit einem Messer angegriffen habe, durch vier Schüsse getötet und anschließend ihren Körper zerstückelt zu haben. Er hat sich schuldig bekannt und bereit erklärt, bei den Ermittlungen zu kooperieren. Am 25. Dezember 2020 wurde er wegen Mordes zu zwölfeinhalb Jahren Haft verurteilt. Das Urteil war zunächst noch nicht rechtskräftig.
Bereits 2008 war Oleg Sokolow von einer Studentin wegen schwerer Misshandlung angezeigt worden. Dieser Fall kam nie vor Gericht.

## Schriften
- L’Armée de Napoléon. Commios, Saint-Germain-en-Laye 2003, ISBN 978-2-9518364-1-9.
- Austerlitz. Napoléon, l’Europe et la Russie. Commios, Saint-Germain-en-Laye 2006, ISBN 978-2-9518364-3-3.
- Le Combat de deux empires. La Russie d’Alexandre Ier contre la France de Napoléon, 1805–1812. Fayard, Paris 2012, ISBN 978-2-213-67076-8 (Zusammenfassung und bibliographische Daten auf spbu.ru).